# Папирии
Папи́рии (лат. Papirii; gens Papiria) — один из древнеримских родов, к которому относились Карбоны, Крассы (не следует путать их с Лициниями Крассами), Курсоры, Мазоны, Мугилланы, Петы, Претекстаты и Турды, а также вольноотпущенники.
Сохранилось письмо Цицерона некоему Луцию Папирию Пету, в котором оратор доказывает адресату, что его род, на самом деле, патрицианский и первоначально они именовались «Папизиями». Марк Туллий Цицерон причисляет Папизиев к патрициям младших родов. Первым же, кто стал носить имя «Папирий» вместо «Папизий», был Луций Папирий Красс, диктатор в 340 году до н. э. В то же время, Цицерон в своём письме отрицает принадлежность Папириев Карбонов к патрициям, а также советует Пету возвести своё происхождение к Папириям-патрициям.

## Известные представители рода

### Карбоны
- Гай Папирий Карбон (II век до н. э.), римский политический деятель, претор 168 года до н. э. Отец четверых сыновей: Гая, Гнея, Марка и Публия;
- Гай Папирий Карбон, консул 120 года до н. э., сын предыдущего;
- Гней Папирий Карбон, консул 113 года до н. э., сын претора 168 года до н. э.;
- Гай Папирий Карбон Арвина (ум. 82 до н. э.), народный трибун 90 года до н. э., занимавший в 85 или 84 году претуру. Сын консула 120 года до н. э., двоюродный брат 3-кратного консула Гнея Папирия Карбона и претора Гая Папирия Карбона;
- Гней Папирий Карбон, видный марианец, трижды консул в 80-х годах до н. э., сын консула 113 года до н. э.;
- Гай Папирий Карбон (ум. 80 до н. э.), плебейский трибун 89 года до н. э., претор 81 года до н. э.;
- Гай Папирий Карбон (ум. после 59 до н. э.), народный трибун около 67 года до н. э., претор в 62 году до н. э. Родной сын плебейского трибуна 90 года до н. э. или народного трибуна 89 года. Во время своего трибуната обвинил Марка Котту в злоупотреблениях, и тот был осуждён. Спустя время, около 58 года до н. э., по окончании срока своего наместничества был за аналогичные действия изгнан из сената сыном Марка Аврелия;
- Гай Папирий Карбон (ум. после 45 до н. э[2].), родной сын предыдущего, квестор в период до 30 года до н. э[3].

### Крассы
- Маний Папирий Красс (V век до н. э.), консул Древнего Рима 441 года до н. э.;
- Луций Папирий Красс (V век до н. э.), древнеримский политический деятель, консул 436 и 430 годов до н. э., цензор 424 года до н. э.;
- Гай Папирий Красс (IV век до н. э.), военный трибун с консульской властью 384 года до н. э.;
- Спурий Папирий Красс (IV век до н. э.), военный трибун с консульской властью 382 года до н. э. Возможно, отец военного трибуна с консульской властью 368 года до н. э. Луция Папирия Красса;
- Луций Папирий Красс (IV век до н. э.), военный трибун с консульской властью в 382 и 376 годах до н. э.;
- Тит Папирий Красс (IV век до н. э.), военный трибун с консульской властью 380 года до н. э.;
- Луций Папирий Красс (IV век до н. э.), консулярный трибун 368 года до н. э. Его сыновьями были Луций (консул 336 и 330 годов до н. э.) и Марк (диктатор 332 года до н. э.);
- Луций Папирий Красс, консул 336 и 330 гг. до н. э., цензор 318 года до н. э.;
- Марк Папирий Красс (IV век до н. э.), диктатор в 332 году до н. э.

### Курсоры
- Луций Папирий Курсор (IV в. до н. э.), военный трибун с консульской властью 387 и 385 годов до н. э. Вероятно, первый в этом роду носитель когномена Курсор;
- Луций Папирий Курсор, полководец времён 2-й Самнитской войны, 5 раз был консулом;
- Луций Папирий Курсор (III в. до н. э.), консул 293 и 272 годов до н. э., сын предыдущего.

### Мазоны
- Луций Папирий Мазон, курульный эдил около 312 года до н. э. и предполагаемый дед консула 231 года до н. э.;
- Гай Папирий Мазон (ум. 213 до н. э.), двоюродный брат консула 231 года до н. э., член коллегии квиндецемвиров священнодействий в 218—213 годах до н. э.;
- Гай Папирий Мазон (ум. 213 до н. э.), консул Римской республики 231 года до н. э., член коллегии понтификов. Его родная дочь, Папирия[укр.], стала женой Луция Эмилия Павла, впоследствии — Македонского;
- Луций Папирий Мазон, городской претор Рима (лат. praetor urbanus) в 176 году до н. э.;
- Марк Папирий Мазон (ум. 58 до н. э.), всадник, друг Гнея Помпея и брат Элия Лига, народного трибуна 58 года до н. э., выступавшего против отзыва Цицерона из политической ссылки. По словам самого оратора, Мазон лишился брата из-за своей позиции. Будучи приставлен Луцием Флавием стеречь сына армянского царя Тиграна Великого, в 58 году до н. э. на Аппиевой дороге был смертельно ранен напавшими на конвой сторонниками Клодия, который похитил царевича и помог тому бежать из-под стражи;
- Гай Папирий, сын Гая, Мазон (ум. после 44 до н. э[4].), имя, упоминающееся в одной, обнаруженной в Риме, надписи, из которой следует, что Гай занимал должности куратора по хлебоснабжению Рима, плебейского эдила и военного трибуна. Сама надпись датирована промежутком между 44 и 30 годом до н. э[4]. По-видимому, Гай приходился сыном некоему Гаю Мазону[5] (предположительно, сенаторского достоинства[6]), о котором сообщает Марк Туллий Цицерон в судебной речи в защиту Луция Корнелия Бальба[7].

### Мугилланы
- Луций Папирий Мугиллан (V в. до н. э.), древнеримский консул 444 года до н. э., в 443 году до н. э. стал одним из первых цензоров республиканского Рима;
- Луций Папирий Мугиллан (V век до н. э.), консул 427 года до н. э., военный трибун с консульской властью в 422 года до н. э., интеррекс 420 года до н. э. Возможно, сын предыдущего;
- Марк Папирий Мугиллан (V век до н. э.), военный трибун с консульской властью в 418 и 416 годах до н. э., консул Древнего Рима 411 года до н. э.

### Турды
- Гай Папирий Турд (II в. до н. э.), народный трибун 177 до н. э. В этом году вместе со своим коллегой, Авлом Лицинием Нервой, обвинили проконсула Авла Манлия Вульсона в некомпетентности при управлении Истрией, но их попытка отозвать Манлия была прервана другим трибуном, Квинтом Элием.